# Лопухіна Євдокія Федорівна
Євдокія Федорівна, до шлюбу Лопухіна (30 липня (9 серпня) 1669 , Москва  — 27 серпня (7 вересня) 1731 , Москва ) — російська цариця, перша дружина Петра I, мати царевича Олексія, остання російська цариця і остання неіноземна дружина російського монарха.